# Antizipation (Psychologie)
Antizipation (von lateinisch anticipare ‚vorwegnehmen‘) bezeichnet in der Psychologie und Soziologie die vorwegnehmende gedankliche Erwartung oder Erwartungshaltung. Ein Ereignis zu antizipieren heißt, in Betracht zu ziehen, dass ein Ereignis eintreten kann. Sie leitet sich aus früheren Erfahrungen ab und äußert sich im subjektiven Erleben als Erwartungsspannung. Als Funktion der Strebung auf ein Ziel hin und durch die zu erwartende Erreichbarkeit kann sie motivierend wirken.
Antizipation bezeichnet allgemein die vorausschauende Komponente jedes Erlebens und Verhaltens. Sie ist eine wichtige Voraussetzung ebenso für fließendes Lesen, wie für das Musizieren, im Sport oder beim Autofahren. In der Sprachpsychologie bezieht Antizipation sich auf die Erfassung der sprachlichen Regeln auf den Ebenen sowohl der Buchstaben, Silben und Wörter als auch auf denen der Grammatik und Satzbildung. Niedrige Antizipationsleistungen können Symptom oder Ursache von Sprachstörungen sein.
Die Wahrnehmungspsychologie beschreibt die Bedeutung der sensomotorischen Antizipation für die Schnelligkeit von Entscheidungen und Handlungsabläufen wie sie u. a. auch im Sport (→ Antizipation [Sport]) von Bedeutung sind.

## Denkpsychologie
Otto Selz (1881–1943) hat den Begriff der Antizipation in die Denkpsychologie eingeführt, um im zielgerichteten Denkablauf jene Zielvorstellung zu benennen, die bei einer Denkaufgabe der gesuchten Lösung entspricht. Antizipation als die vorausschauende Komponente gilt heute als grundlegender Bestandteil des Denkens und Handelns.

## Lerntheorie
Der US-amerikanische Psychologe Clark L. Hull (1884–1952) prägte 1932 im Zusammenhang mit der Entwicklung der Lerntheorie den Begriff des Zielgradienten (Goal-Gradient-Effekt). Dieser Effekt wurde von David McClelland (1917–1998) auch als antizipatorische Zielreaktion benannt. Diese Vorstellungen sind Bestandteil der Lehre von den bedingten Reflexen, siehe dazu auch das Prinzip der Leistungssteigerung durch Reize, nach Maßgabe ihrer zeitlichen und räumlichen Nähe zum Reizerfolg (Generalisierungsgradient).
Als Antizipatorische Reaktion wird bei seriellen Lernversuchen das Auftreten einer Reaktion bezeichnet, bevor diese an der Reihe ist. Aus dem Versuchsaufbau heraus nicht erklärbare Vorwegnahmen, etwa bei der korrekten Vorhersage sinnloser Silben, werden in der Lerntheorie auch als antizipatorische Fehlreaktionen bezeichnet.

## Erwartungen bei sozialen Kontakten
Der US-amerikanische Soziologe Erving Goffman (1922–1982) vertrat die Auffassung, dass die Wahrnehmung anderer Menschen stets von positiven oder negativen Erwartungen über ihr Verhalten, ihre soziale Rolle und ihre äußere Erscheinung geprägt ist. Diese Erwartungen werden schon bei der ersten Begegnung wirksam. Ein Mensch mit einem Merkmal oder einem Verhalten, das der Antizipation (Erwartung) nicht entspricht, kann eine irritierte Reaktion auslösen. Goffman beschreibt dies wie folgt: „Ein Individuum hat ein Stigma, d. h., es ist in unerwünschter Weise anders, als wir es antizipiert hatten.“

## Forensik
Der Kriminalpsychologe Thomas Müller hat den Begriff der Antizipation in die Forensik eingeführt. Viele Täter können menschliches Verhalten antizipieren, also vorhersehen und nutzen diese Fähigkeit für die Planung und Durchführung ihrer Verbrechen.